# REAPER
REAPER is een digitaal audiomontagesysteem dat wordt gemaakt door Cockos. De naam REAPER is een acroniem en staat voor rapid environment for audio production, engineering, and recording. Het programma wordt verspreid als shareware en is beschikbaar voor Windows XP+, macOS 10.5+ en Linux.
REAPER ondersteunt virtuele audio-effecten en muziekinstrumenten in de vorm van VST en AU plug-ins. Daarnaast beschikt het programma over een eigen plug-in scripttaal, JSFX, waarin gebruikers op relatief eenvoudige wijze zelf plug-ins kunnen schrijven.
REAPER is een alternatief voor populaire audiomontagesoftware zoals Cubase, Pro Tools, Logic, SONAR, ACID Pro en FL Studio.